# ماثيو تشانس
ماثيو تشانس (بالإنجليزية: Matthew Chance)‏ هو كبير المراسلين الدوليين لسي إن إن في موسكو. تشانس بريطاني وعمل سابقا في مكتب سي إن إن في لندن. غطى حرب أفغانستان في 2001 وتفجيرات 7 يوليو 2005 في لندن والصراع المستمر في الشرق الأوسط وأزمة رهائن مدرسة بسلان وزلزال كشمير 2005 وزلزال وتسونامي المحيط الهندي 2004 وحرب أوسيتيا الجنوبية 2008 وثورة 17 فبراير التي غطاها انطلاقا من فندق ريكسوس النصر.

## النشأة والمسيرة
ولد في ستاوربريدج في إنجلترا. أصبح مراسلا لصحيفة ذي إندبندنت والتحق بسي إن إن في 2001 معوّضا المراسل ستيف هاريغان في شمال أفغانستان بعد أن انتقل هاريغان على نحو معروف إلى قناة فوكس نيوز رغم أنه كان يقوم بمهمة لسي إن إن. يتقن ماثيو تشانس الروسية.

## وصلات خارجية
{{مواقع التواصل الاجتماعي|تويتر=MChanceCNN
- السيرة الرسمية في موقع سي إن إن

خيارات العرض الأولية
يُمكن استخدام وسيط |وضع= لضبط خيارات عرض القالب الأوليّة:
- |وضع=collapsed: {{ماثيو تشانس|وضع=collapsed}} لإظهار القالب مطويًّا، بمعنى إخفاء محتوياته ما عدا الشريط الخاص بالعنوان.
- |وضع=expanded: {{ماثيو تشانس|وضع=expanded}} لإظهار القالب ممتدًّا، بمعنى إظهاره كاملًا.
- |وضع=autocollapse: {{ماثيو تشانس|وضع=autocollapse}}
  - لإظهار القالب مطويًّا إلى شريط العنوان إذا وُجِد قالب {{وصلات قالب}}، أو قالب {{شريط جانبي}} أو أي جدول يستخدم متغيّر مطوي في الصفحة.
  - لإظهار القالب في وضع الممتد إذا لم يكن هنالك أي عنصر مطوي في الصفحة.

إذا كان وسيط |وضع= غير مضبوطٍ؛ فإن العرض الأولي للقالب يأخذ الوضع من وسيط |افتراضي= في القالب. وضع هذا القالب الحالي مضبوط على autocollapse.
- أدوات مساعدة: تفقد استخدام الوصلات للقالب